# Pintuyan
Pintuyan (Bayan ng Pintuyan) är en kommun i Filippinerna. Kommunen ligger på ön Leyte, och tillhör provinsen Södra Leyte. Folkmängden uppgår till 9 567 invånare.

## Barangayer
Pintuyan är indelat i 23 barangayer.
| - Badiang - Balongbalong - Buenavista - Bulawan - Canlawis - Catbawan - Caubang - Cogon - Dan-an - Lobo - Mainit - Manglit | - Nueva Estrella Sur - Poblacion Ibabao - Poblacion Ubos - Ponod - Son-ok I - Tautag - Nueva Estrella Norte - Pociano D. Equipilag - San Roque - Santa Cruz - Son-ok II |